# جری کینان
جری کینان (انگلیسی: Gerry Keenan؛ زادهٔ ۲۵ ژوئیهٔ ۱۹۵۴) بازیکن فوتبال اهل بریتانیا است.
از باشگاه‌هایی که در آن بازی کرده‌است می‌توان به باشگاه فوتبال بری، باشگاه فوتبال پورت ویل، باشگاه فوتبال آکرینگتون استنلی، باشگاه فوتبال لیورپول، باشگاه فوتبال روچدیل، باشگاه فوتبال اشتون یونایتد، و باشگاه فوتبال بیکاپ بورو اشاره کرد.